# Plongeon aux Jeux olympiques d'été de 1968
Navigation
Tokyo 1964 Munich 1972
Aux Jeux olympiques d'été de 1968, quatre compétitions de plongeon furent organisées dans la Piscine olympique Francisco Márquez du 17 au 26 octobre. 83 plongeurs venus de 23 pays se disputèrent les 12 médailles mises en jeu.

## Tableau des médailles pour le plongeon
| Place | Nation           | Médaille d'or | Médaille d'argent | Médaille de bronze | Total |
| ----- | ---------------- | ------------- | ----------------- | ------------------ | ----- |
| 1     | États-Unis       | 2             | 0                 | 4                  | 6     |
| 2     | Italie           | 1             | 1                 | 0                  | 2     |
| 3     | Tchécoslovaquie  | 1             | 0                 | 0                  | 1     |
| 4     | Union soviétique | 0             | 2                 | 0                  | 2     |
| 5     | Mexique          | 0             | 1                 | 0                  | 1     |

## Participants par nations
| - Australie (2) - Autriche (1) - Canada (4) - Colombie (3) - Corée du Sud (2) - Cuba (2) | - États-Unis (11) - Finlande (2) - Guatemala (1) - Italie (4) - Japon (4) - Mexique (6) | - Norvège (1) - Pays-Bas (2) - Pologne (5) - Porto Rico (2) - RDA (5) - République dominicaine (1) | - RFA (8) - Royaume-Uni (5) - Suède (1) - Tchécoslovaquie (1) - Union soviétique (10) |

## Résultats

### Tremplin 3 mètres
| Rang               | Pays       | Plongeur          | Points |
| ------------------ | ---------- | ----------------- | ------ |
| Médaille d'or      | États-Unis | Bernard Wrightson | 170,15 |
| Médaille d'argent  | Italie     | Klaus Dibiasi     | 159,74 |
| Médaille de bronze | États-Unis | James Henry       | 158,09 |
| 4                  | Mexique    | Luis Niño         | 155,71 |
| 5                  | Italie     | Franco Cagnotto   | 155,70 |
| 6                  | États-Unis | Keith Russell     | 151,75 |
| 7                  | Suède      | Tord Anderson     | 151,50 |
| 8                  | Australie  | Donald Wagstaff   | 150,18 |

| Rang               | Pays             | Pongeuse                   | Points |
| ------------------ | ---------------- | -------------------------- | ------ |
| Médaille d'or      | États-Unis       | Susanne Gossick            | 150,77 |
| Médaille d'argent  | Union soviétique | Tamara Fedosova-Pogozheva  | 145,30 |
| Médaille de bronze | États-Unis       | Keala O'Sullivan           | 145,23 |
| 4                  | États-Unis       | Micki King                 | 137,38 |
| 5                  | RDA              | Ingrid Krämer-Engel-Gulbin | 135,82 |
| 6                  | Union soviétique | Vera Baklanova             | 132,31 |
| 7                  | Canada           | Beverly Boys               | 130,31 |
| 8                  | Union soviétique | Yelena Anokhina            | 129,17 |

### Plateforme 10 mètres
| Rang               | Pays       | Plongeur        | Points |
| ------------------ | ---------- | --------------- | ------ |
| Médaille d'or      | Italie     | Klaus Dibiasi   | 164,18 |
| Médaille d'argent  | Mexique    | Álvaro Gaxiola  | 154,49 |
| Médaille de bronze | États-Unis | Edwin Young     | 153,93 |
| 4                  | États-Unis | Keith Russell   | 152,34 |
| 5                  | Mexique    | José Robinson   | 143,62 |
| 6                  | RDA        | Lothar Matthes  | 141,75 |
| 7                  | Mexique    | Luis Niño       | 141,16 |
| 8                  | Italie     | Franco Cagnotto | 138,89 |

| Rang               | Pays             | Pongeuse                     | Points |
| ------------------ | ---------------- | ---------------------------- | ------ |
| Médaille d'or      | Tchécoslovaquie  | Milena Duchková              | 109,59 |
| Médaille d'argent  | Union soviétique | Natalia Kouznetsova-Lobanova | 105,14 |
| Médaille de bronze | États-Unis       | Ann Peterson                 | 101,11 |
| 4                  | Canada           | Beverly Boys                 | 97,97  |
| 5                  | Pologne          | Boguszawa Pietkiewicz        | 95,09  |
| 6                  | RFA              | Regina Krause                | 93,08  |
| 7                  | Japon            | Keiko Osaki                  | 93,08  |
| 8                  | Canada           | Nancy Robertson              | 90,66  |

## Source
- (en) The Official Report of the Games of the XIX Olympiad Mexico 1968, Volume 3: The Games, [PDF] (38,24 MB)